# Goeldiella eques
Goeldiella eques — єдиний вид роду Goeldiella родини Гептаптерові ряду сомоподібних. Названо на честь швейцарсько-бразильського натураліста і зоолога Еміля Августа Гьолді.

## Опис
Загальна довжина сягає 28,9 см. Голова витягнута, зверху трохи сплощена. Очі помірно великі, знаходяться у верхній частині голови, над якою трішечки стирчать. Є 3 пари вусів, з яких довгими є верхньощелепні та біля кутів рота. Тулуб стрункий. Спинний плавець високий, широкий. Жировий плавець є доволі великим та довгим. Грудні та черевні плавці широкі. Анальний плавець невеличкий. Хвостовий плавець широкий, з невеличкою виїмкою.
Забарвлення спини та голови світло-коричневе. Уздовж бічної лінії та спини тягнуться дрібні цятки чорного кольору, утворюючи смуги. Також цятки є на жировому плавці та трохи на голові. Черево білувато-кремове.

## Спосіб життя
Біологія вивчена не достатньо. Є демерсальною рибою. Віддає перевагу прісним водоймам. Цей сом активний уночі або у присмерку. Живиться дрібними водними безхребетними.

## Розповсюдження
Мешкає у басейні річки Амазонка (в межах Венесуели, Бразилії та Перу) і річках Гаяни.